# Meet Sexton Blake
Meet Sexton Blake é um filme britânico de 1945, dos gêneros suspense e drama de guerra, escrito e dirigido por John Harlow, baseado no romance The Mystery of the Free Frenchman, de Anthony Parsons.

## Elenco
- David Farrar - Sexton Blake
- Manning Whiley - Raoul Sudd
- Dennis Arundell - Johann Sudd
- John Varley - Tinker
- Betty Huntley-Wright - Nobby
- Gordon McLeod - Inspetor Venner
- Kathleen Harrison - Sra. Bardell
- Cyril Smith - Belford
- Magda Kun - Yvonne
- Ferdy Mayne - Slant-Eyes
- Charles Farrell - Skipper
- Roddy Hughes - Ferraby
- Philip Godfrey - James Baird
- Tony Arpino - Torch
- Charles Rolfe - Mario Carloni
- Elsie Wagstaff - Sra. Baird